# Марія Дюрічкова

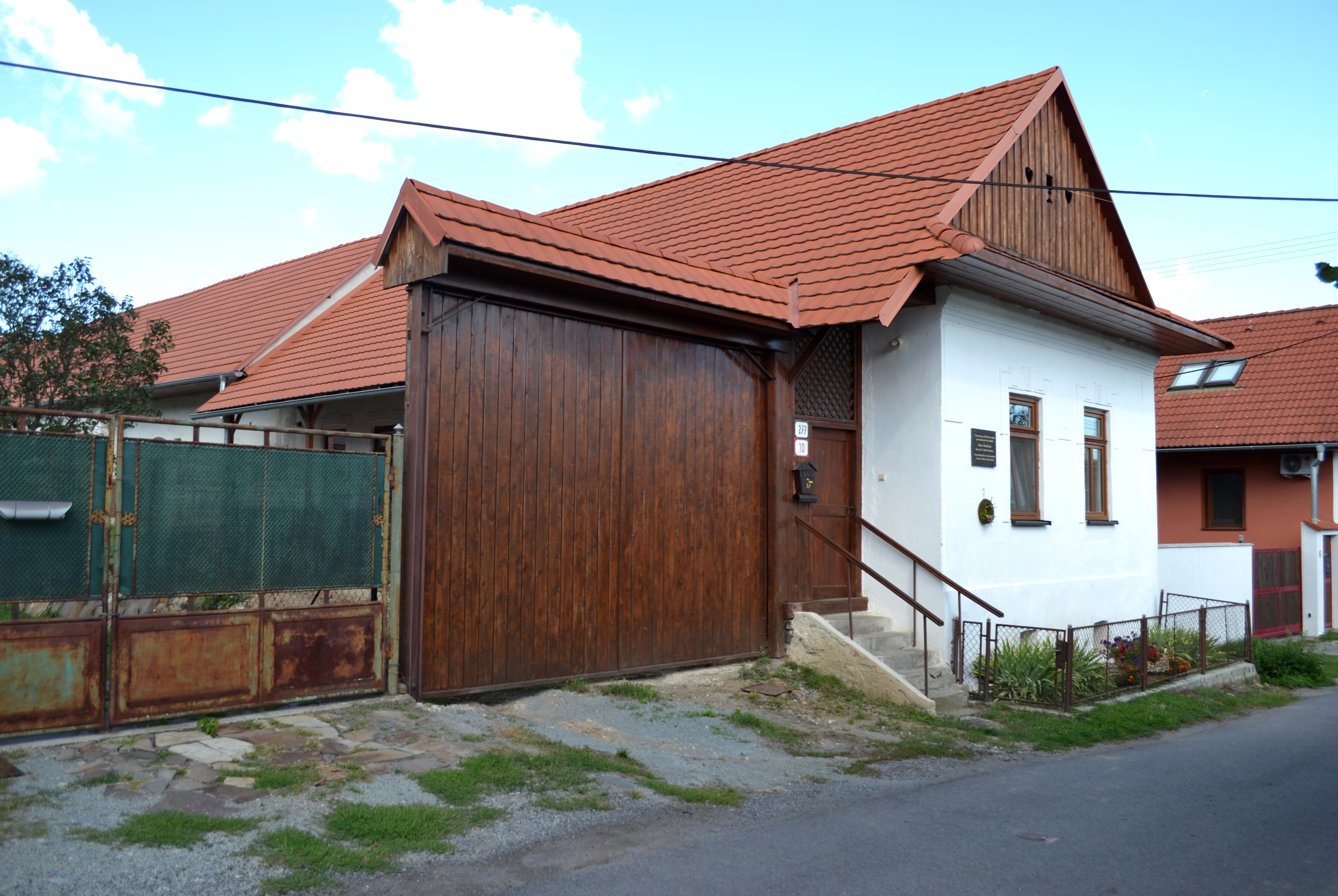
Місце народження письменниці Марії Дюрічкової

Марі́я Дю́річкова (словац. Mária Ďuríčková; також Масарикова / Mária Masaryková, до шлюбу П'єцкова / Piecková; *29 вересня 1919, Зволенска Слатіна — †15 березня 2004, Братислава)  — словацька письменниця, перекладачка, сценаристка, редакторка, фольклористка; авторка дитячої та юнацької літератури. 

## Життєпис
Народилась 29 вересня 1919 року в Зволенській Слатині в селянській родині.  
Освіту здобула в рідному містечку, Зволені та в педагогічному інституті Лученця, згодом продовжила навчання, працюючи на педагогічному факультеті в Братиславі, але не закінчила навчання.  
Працювала вчителькою, зокрема у Верхньому Тисовнику, Омастіні та Братиславі.  
У 1951 році вона була головною редакторкою журналу «Дружба» (Družba), а наступного (1952) стала головною редакторкою журналу «Зірочка» (Zornička).  
Починаючи з 1954 року була редакторкою видавництва «Младе лета» (Mladé letá), а в 1969—1970 роках — головною редакторкою відновленого часопису «Сонечко» (Slniečka).  
Від 1971 року Марія Дюрічкова повністю присвятила себе літературній творчості.

## Творчість
Свої перші твори Марія Дюрічкова почала друкувати в різних журналах (Zornička, Ohník), а її книжковий дебют стався у 1954 році. Її творчість була зосереджена виключно на творах для дітей та молоді.  
У своїх творах вона намагалась чуйно показати життєвий досвід підлітків, їх емоційні колізії та конфлікти, часто використовуючи студентський сленг, також робила значний наголос на характерах персонажів. Письменниця залишала відкритою межу між реальним і фантастичним, що переплітаються одне з одним.  
Окрім власної творчості, Дюрічкова працювала над упорядкуванням збірок і зібрань, в яких часто використовувала фольклорні теми та народну словесність, зокрема знаними є її книги братиславських легенд і переказів.  
Також відома перекладами з російської, чеської та німецької мов (переважно народні та авторські казки). 

## Джерело-посилання
- Марія Дюрічкова на Osobnosti.sk [Архівовано 16 березня 2015 у Wayback Machine.] (словац.)